# Tetramorium meressei
Tetramorium meressei är en myrart som beskrevs av Auguste-Henri Forel 1916. Tetramorium meressei ingår i släktet Tetramorium och familjen myror. Inga underarter finns listade i Catalogue of Life.